# Clarence Gagnon
Clarence Gagnon (Montréal, 8 novembre 1881 – Montréal, 5 gennaio 1942) è stato un pittore e incisore canadese.

## Biografia
Clarence Gagnon nacque a Montréal, la più grande città della Provincia francofona del Québec. Iniziò i suoi sudi all'"Accademia commerciale cattolica", dove il pittore Ludger Larose lo introdusse alla pratica del disegno. Suo padre avrebbe preferito che egli scegliesse, come lui, una carriera improntata al commercio, ma sua madre, notando certe sue sensibilità e inclinazioni, lo incoraggiò a seguire la via dell'arte. Clarence, dunque, rifiutò di seguire la strada paterna e si iscrisse al "Consiglio delle arti", dove fu allievo di Edmond Dyonnet e di Joseph Saint-Charles. Nel 1897 entrò anche nell'associazione "Art Association de Montréal", dove seguì i corsi di William Brymner e dove ebbe come compagni di studio Edward Finlay Boyd e A. Y. Jackson.

Nel 1900, Gagnon fece amicizia con Horatio Walker e andò a fargli visita a l'Ile d'Orléans. Trascorse così una prima estate a Beaupré, dove scoprì il suo interesse per la pittura paesaggistica. Tornò a Beaupré anche nel 1902 e si recò per la prima volta fino alla cittadina di Baie-Saint-Paul, sull'omonima baia.

Danzatrice spagnola

Nel dicembre del 1903, Clarence vendette 17 quadri al mercante d'arte James Morgan. Questo primo guadagno gli permise di fare un viaggio a Parigi, luogo ideale per completare la sua formazione di artista. Giunse in Francia nel 1904 e a Parigi incontrò il suo amico Boyd e James Wilson Morrice, assieme a diversi altri artisti del Québec che si riunivano attorno a Hector Fabre, Alfred Laliberté, Marc-Aurèle de Foy Suzor-Coté e allo scultore Louis-Philippe Hébert.

Gagnon si iscrisse all'Académie Julian, e fu allievo di Jean-Paul Laurens, col quale però era spesso in contrasto. Per questi dissidi, e per il desiderio di imparare dipingendo i paesaggi sul posto, restò nell'Accademia solo per poco tempo. Le sue tele, in quel periodo, raffigurano i dintorni di Parigi e diverse scene di vita tratte dai suoi viaggi in Bretagna, in Normandia, in Spagna, in Marocco e in Italia. Oltre a questi quadri Gagnon realizzò una serie di acqueforti ed espose a Parigi in coppia con il pittore americano George Charles Aid.
Sempre a Parigi, nel 1907, Gagnon sposò Katherine Irwin (1871-1919), anche lei originaria di Montréal. Ma il matrimonio durò solo undici anni. Gagnon divorziò nel 1918 e, appena l'anno seguente, Katherine morì di febbre spagnola, la tragica pandemia che aveva invaso l'Europa.
Sempre nel 1907, Gagnon aveva aperto il suo studio in rue Falguière, presso la Gare Montparnasse. Adottò così il quartiere di Montparnasse come il "suo" quartiere e, durante i suoi soggiorni parigini, vi trascorse la maggior parte del tempo. Durante questa sua prima esperienza in Europa Gagnon si fece conoscere per le sue tele e per le sue acqueforti che furono esposte, fra gli altri, nel Salon degli artisti francesi. I quadri di questo periodo parigino mostrano una scelta di soggetti e uno stile assai prossimi a quelli degli artisti francesi a lui contemporanei. Cominciò allora a dividere il suo tempo fra Parigi e il Canada.
Anche recandosi spesso in Europa, dal 1908 Gagnon si trattenne sempre più di frequente alla Baie-Saint-Paul, dove dipinse numerosi paesaggi, specie invernali. Queste vedute di luoghi innevati furono poi esposte nel 1913 a Parigi, nella Galleria Reitlinger, dove furono oggetto di ina mostra personale che ebbe un largo successo. E divennero infine il suo soggetto preferito, con il nome di "Paesaggi di Charlevoix".
Nel 1919 Gagnon sposò in seconde nozze la giovane Lucile Rodier, che aveva ricevuto anch'ella una formazione artistica. Nell'abitato di Charlevoix, Gagnon scoprì anche una serie di tradizioni artigianali la cui rivitalizzazione era sostenuta dal movimento "Arts and Crafts". Gagnon prese alcune iniziative in merito, regalando ad esempio dei cartoni agli artigiani perché ne facessero dei tappeti all'uncinetto e lavorò, purtroppo senza successo, alla creazione di un museo locale delle tradizioni artigianali.. Questo modo tradizionale di vivere degli abitanti di Charlevoix venne comunque illustrato da Gagnon in diversi suoi quadri.

Dal 1925 circa Gagnon cominciò a dipingere sempre meno; si dedicò allora all'illustrazione del romanzo "Maria Chapdelaine" di Louis Hémon, e, nel 1929, del libro "Le Grand Silence blanc" di Louis-Frédéric Rouquette.
Clarence Gagnon morì nel 1942 a causa di un tumore. Aveva 60 anni. Le sue opere sono esposte alla "Galerie L'Art français". I fondi dell'archivio di Clarence Gagnon sono conservati presso il centro BAnQ Vieux-Montréal della "Bibliothèque et Archives nationales du Québec".

## L'arte
La formazione artistica di Gagnon avvenne nel periodo in cui i paesaggi di scuola olandese erano molto popolari presso i collezionisti e gli artisti di Montréal e quando l'arte parigina costituiva un punto di riferimento. Gagnon seppe adattare la sua solida formazione al desiderio di descrivere con semplicità e poesia i paesaggi e le tradizioni popolari del Québec. Egli animò le sue tele per mezzo di colori caldi, che fanno percepire all'osservatore sia l'ambiente climatico dei paesaggi che la bellezza gestuale degli abitanti, mentre attendono alle loro faccende quotidiane.

Lungo tutta la sua carriera Gagnon rifiutò di seguire i movimenti pittorici delle avanguardie europee contemporanee, nonché le diverse teorie generate dalla concezione modernista. Ebbe numerosi allievi, fra i quali ricordiamo il pittore René Richard.

## Opere

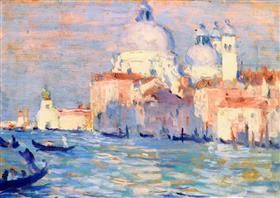
La Salute a Venezia
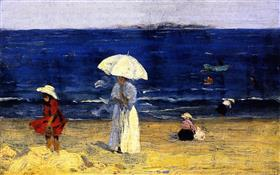
La spiaggia di Dinard
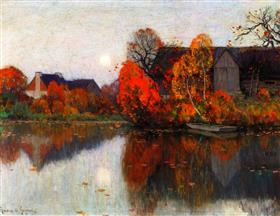
Lo stagno in ottobre
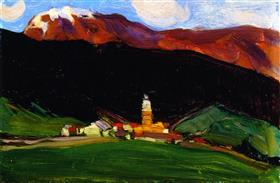
Tinzen, in Svizzera

### Pitture
- L’Abat-jour rose
- Attelage de chiens
- Aube
- Aube à Baie-Saint-Paul
- Aurore
- Avril
- Au bord de la rivière
- Automne, Baie-Saint-Paul
- Bœufs à la herse
- Bœufs au labour
- Brise d’été à Dinard, 1907, Museo nazionale di belle arti del Québec (MNBAQ)
- Canal San Agostino Venezia
- Canal San Pietro Venezia
- Canal du Loing, Moret-sur-Loing
- Carénage d’un terre-neuva Saint-Malo
- Cathédrale de Ripon
- Chaland sur un Canal navigable
- Château-Gaillard, Normandia
- Clair de lune à Pont-de-l’Arche
- Clair de lune, à Venise
- Cour de ferme, in Francia
- Cour de San Gregorio, Venise
- Crépuscule sur la Côte-Nord (1)
- Crépuscule sur la Côte-Nord (2)
- Cueillette de bleuets
- Dans les Laurentides en hiver
- Dans les bois du nord
- Danseuse espagnole
- Début de printemps
- Départ chez le médecin
- Échange d’histoires
- Église à Péribonka
- En novembre
- Étude de femme
- Étude de maisons et de terre, fonte en avril, Charlevoix
- Étude de nu
- Étude d’une tête de jeune fille
- Evening Prayer
- Ferme
- François Paradis dans le blizzard
- François Paradis dans le nord
- Grand Canal, Venise
- Granges
- Honfleur
- Amérindiens
- Isola San Burano, Venise
- Jardin public, Venise
- La cathédrale de Rouen
- La Boucherie
- La Drave
- La Cour de San Gregorio, Venise
- La Croix de chemin à l'automne
- La Ferme Chapedelaine
- La Ferme Larouche
- La Maison rouge, Charlevoix
- La Première neige
- La Rance à Dinan

- La Salute, Venise
- La visite du curé
- Laying in supplies
- Le Diagnostic
- L’Étang en octobre
- Le Four à Chaux
- Le Jour après la tempête
- Le Lac, séminaire Saint-Sulpice, Montréal
- Le Pont de glace à Québec
- Le Printemps
- Le Repas frugal
- Les Chutes Montmorency
- Les Deux plages : Paramé et Saint-Malo
- L’Hiver dans les Laurentides
- L’Orage
- Maria Chapdelaine
- Matinée d’hiver à Baie-Saint-Paul
- Mont Saint-Michel
- Moulin à Saint-Briac
- Napoléon Laliberté et la criée
- Paysage
- Paysage de Picardie
- Phare à Saint-Briac
- Planche d’essai (1)
- Planche d’essai (2)
- Planche d’épreuve
- Porte de Bourgogne, Moret-sur-Loing
- Porte du Jerzual, Dinan
- Portrait de F. W. Hutchinson
- Québec
- Récolte
- Retour de l’Église
- Rue de la Haute Voie, Dinan
- Rue des Cordeliers, Dinan
- Rue des Petits Degrés, Saint-Malo
- Rue du Canal, Moret-sur-Loing
- Rue à Caudebec-en-Caux
- Rue à Nemours
- Rue à Pont-de-l’Arche
- Samuel Chapdelaine et la mort de Laura
- Sleeping on the Way Home
- Saint-Henri-de-Taillon
- Tapis crocheté
- Tour de l’Horloge, Dinan
- Une rue de Québec, la nuit
- Une rue de Rouen en arrière d'une église
- Valloire, Haute-Savoie, France
- Venise, vue de la lagune
- Vieux moulin en Picardie
- Village dans les Laurentides
- Village laurentien
- Vue de Rouen
- Vue de Rouen : épreuve sur papier Chine à l’eau-forte
- Vue de Rouen : épreuve sur papier oriental à impression
- Vue de Rouen : épreuve sur papier vergé, médium, fait à la main
- Vue de Rouen : épreuve sur papier vélin japonais de qualité
- Vue de Rouen : épreuve sur papier japonais à l’eau-forte fait à la main

### Acqueforti
- Vue de Rouen
- Vue de Rouen : épreuve sur papier Chine à l’eau-forte
- Vue de Rouen : épreuve sur papier oriental à impression
- Vue de Rouen : épreuve sur papier vergé, médium, fait à la main
- Vue de Rouen : épreuve sur papier vélin japonais de qualité
- Vue de Rouen : épreuve sur papier japonais à l’eau-forte fait à la main

## In memoriam
Le città di Québec e di Baie-Saint-Paul hanno eretto dei busti in memoria dell'artista. 
Nel Comune di Saint-Charles-Borromée una strada porta il suo nome.

## Galleria d'immagini
Scene invernali

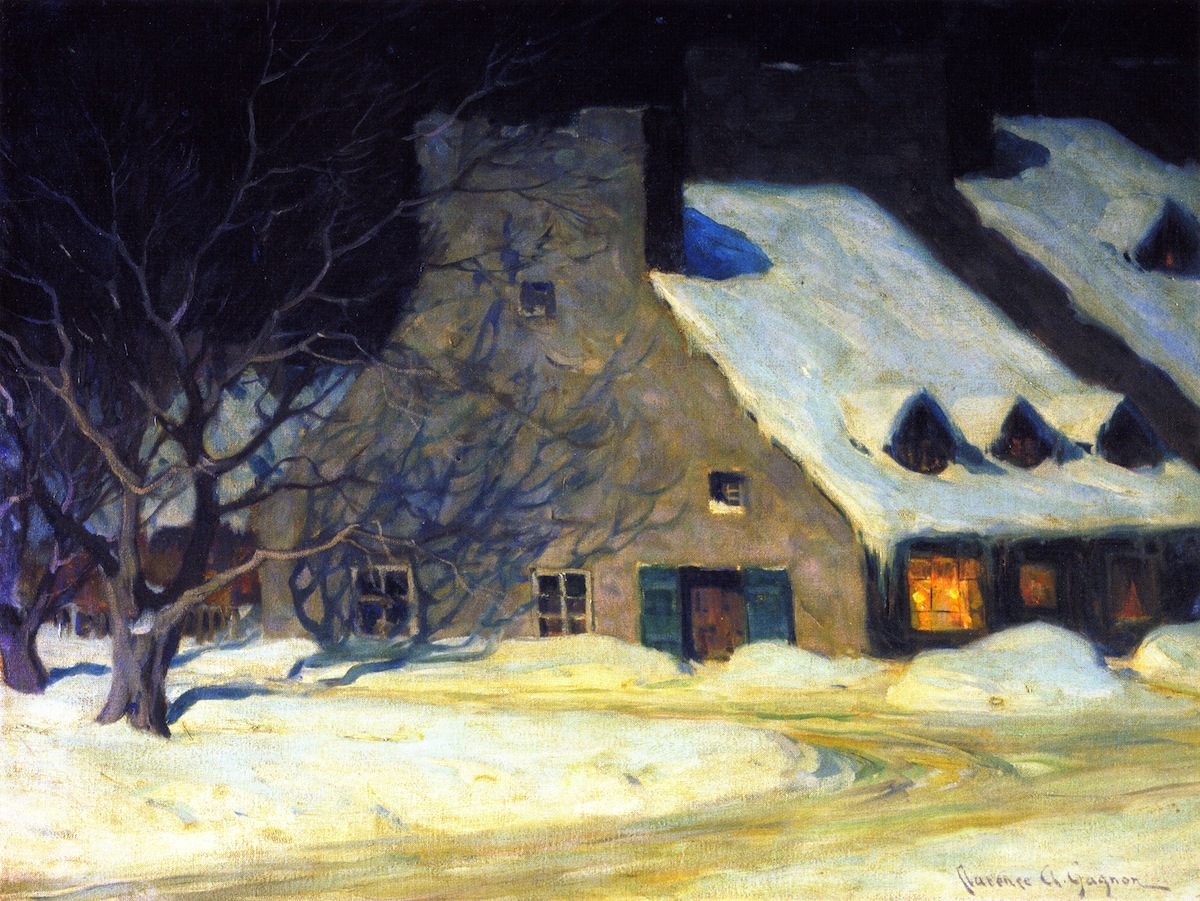
Québec di notte
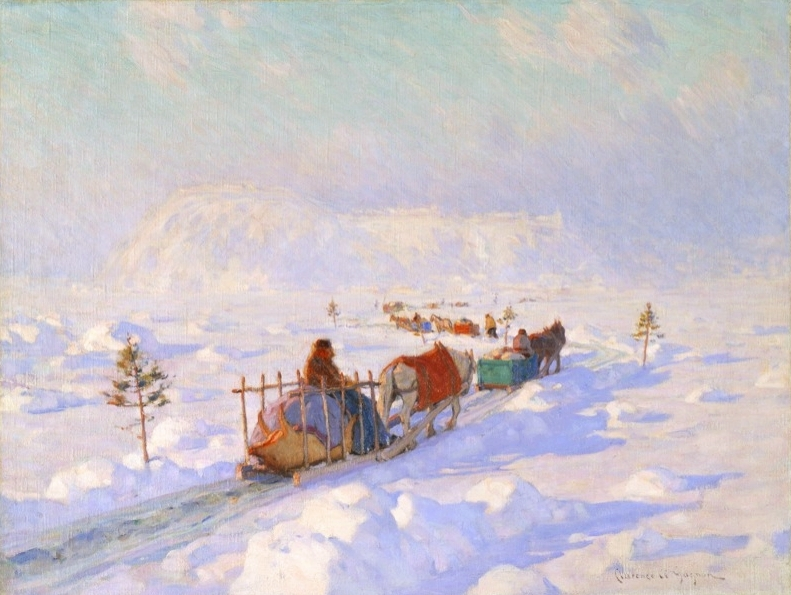
Il ponte di ghiaccio a Québec
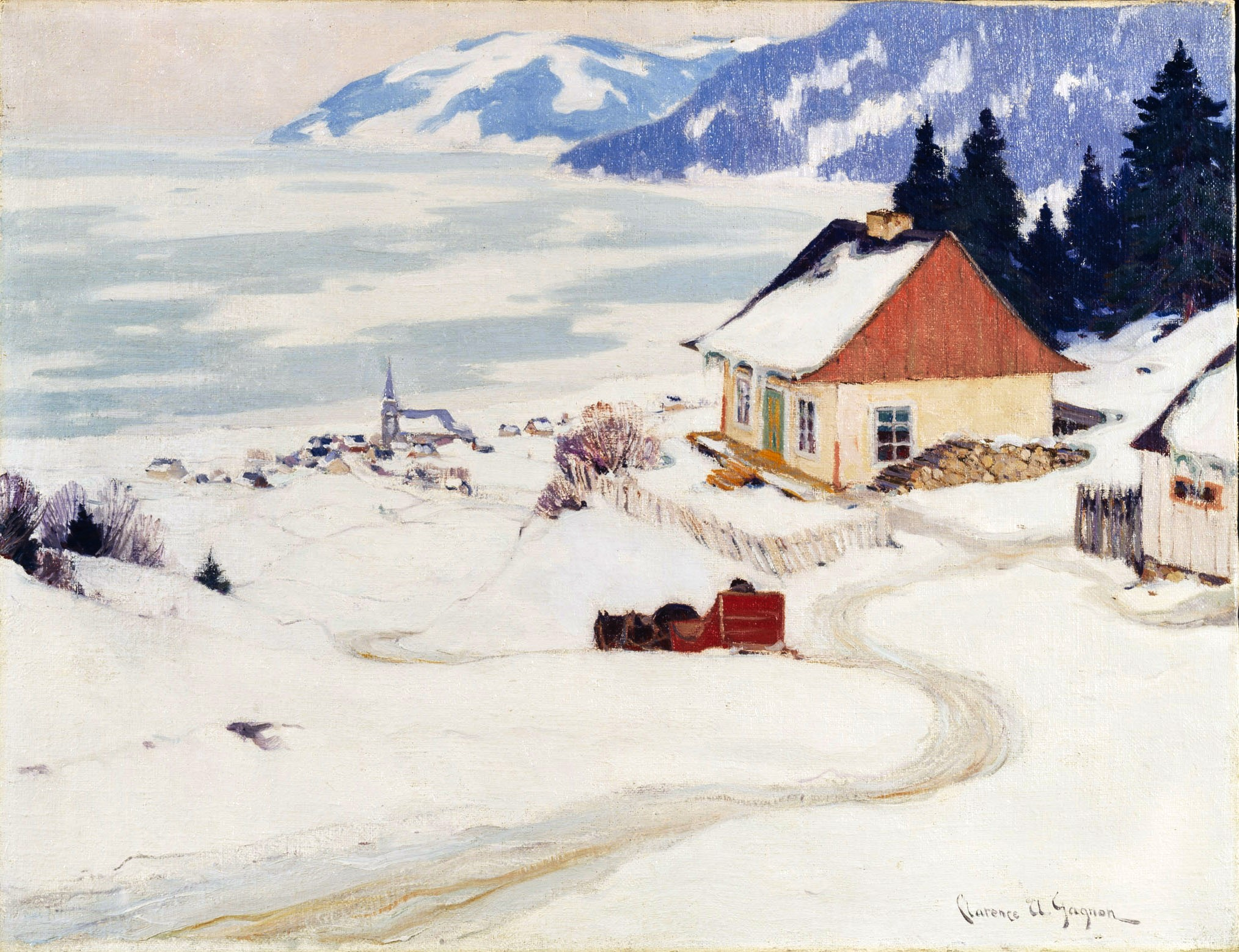
Lo slittino rosso
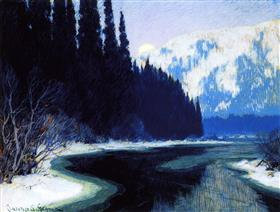
Un silenzioso ruscello del Nord

Scene estive

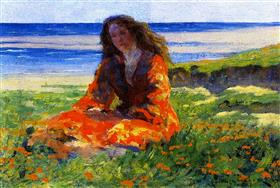
Katherine
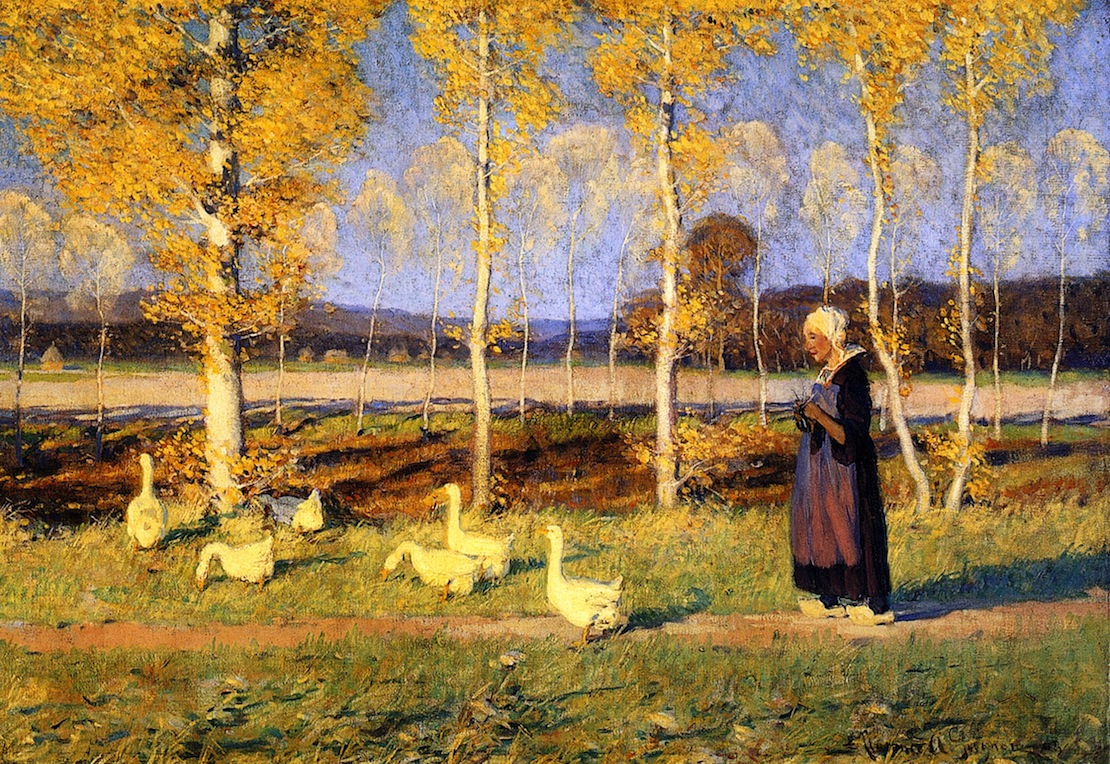
La ragazza e le oche
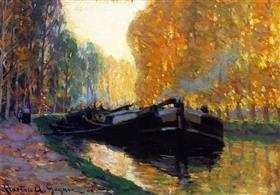
Barcone sul canale
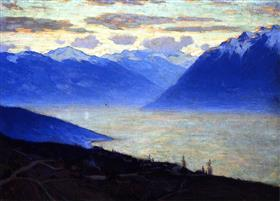
Alba sul lago di Ginevra

## Collegamenti esterni

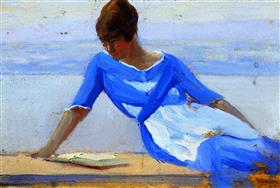
La giovane moglie del pittore